# Вызго, Михаил Сигизмундович
Михаил Сигизмундович Вы́зго (11 октября 1902 года, Новая Бухара, Бухарский эмират — 18 марта 1980 года, Киев, Украинская ССР) — советский гидравлик-гидротехник. Заслуженный ирригатор Узбекской ССР (1950). Член-корреспондент АН Узбекской ССР (1952). Доктор технических наук, профессор (1947).
Предложил расчетную формулу для определения вероятной глубины размыва за гидротехническими сооружениями в условиях бурного режима сопряжения {\displaystyle t=AK_{beta}K_{alpha}{\sqrt {q{\sqrt {H}}_{0}}}}.

## Биография и научная деятельность
Родился 11 октября 1902 года в Новой Бухаре (ныне Каган, Узбекистан). Его отец С. О. Вызго (1867—1940) — потомственный дворянин Ковенской губернии, католик, окончил юридический факультет Казанского университета, в 1892—1902 годах на службе в Пермском окружном суде, в дальнейшем — член Ташкентского окружного суда, статский советник.
М. С. Вызго в 1923—1924 годах учился на механическом отделении Петроградского политехнического института (ЦГА СПб, Ф. Р-3121, Оп. 2, Д. 887), 1926 году окончил Ташкентский политехникум водного хозяйства, в 1931 — Среднеазиатский Политехнический хлопково-ирригационный институт (САХИПИ; факультет водного хозяйства).
В 1925—1940 годах работал в Опытно-исследовательском институте водного хозяйства (ныне Среднеазиатский научно-исследовательский институт ирригации — САНИИРИ имени В. Д. Журина, Ташкент), в 1940—1956 годах руководил гидротехнической лабораторией САНИИРИ. В 1934 году утвержден ВАСХНИЛ в учёном звании старшего научного сотрудника.
В 1931—1955 годах преподавал гидравлику (с 1947 профессор) в Ташкентском институте инженеров ирригации и механизации сельского хозяйства.
В 1953—1956 годах зам. председателя Совета по изучению производительных сил республики в АН Узбекской ССР. Зам. директора по научной части (1956), старший научный сотрудник Лаборатории гидравлики Института водных проблем и гидротехники (1957).
С 1957 года работал в Казахстане: зав. гидротехнической лабораторией в Институте энергетики АН Казахской ССР, профессор Казахского сельхозинститута в Алма-Ате.
С 1963 года в Киеве, зам. директора по научной части и зав. отделом гидросооружений Украинского научно-исследовательского института гидротехники и мелиорации (УкрНИИГиМ). В 1967—1973 годах зав. кафедрой гидравлики и теплотехники, в 1974—1978 годах старший научный сотрудник — консультант Украинской сельскохозяйственной академии.
С 1957 года член Секции гидравлических исследований советского подкомитета Международного комитета по большим плотинам.
В 1957—1967 годах член Советского национального комитета Международной ассоциации по гидравлическим исследованиям (МАГИ).
Научная деятельность связана с водохозяйственным строительством и гидротехнической наукой. Под его руководством и при его непосредственном участии выполнены исследования в целях улучшения многих гидротехнических проектов в Средней Азии и Казахстане: Катта-Курганского водохранилища, Сары-Курганского гидроузла на реке Сох, Ташкепринской плотины на реке Мургаб, водосброса при ГЭС Чирчик-Бозсуйского каскада, Кзыл-Ординской плотины на реке Сырдарья и др. (всего около 30 объектов). За участие в создании нового типа водозабора, насящего название «Ферганский», в числе группы гидротехников в 1961 году награждён Большой серебряной медалью ВДНХ СССР.
Автор свыше 140 научных и научно-популярных работ. Подготовил 24 кандидата технических наук.
В браке с Т. С. Вызго (1928—1959). Их дети: Е. М. Фраёнова; Ирина Михайловна Вызго-Иванова (7.4.1929, Ташкент — 16.3.2005, Санкт-Петербург) — музыковед, кандидат искусствоведения.

## Труды
- Гидравлический расчет фильтрации из каналов и противофильтрационного слоя. — Алма-Ата, 1959. — 38с.
- Эксплуатационные мероприятия, прогнозы и способы уменьшения местных размывов за гидротехническими сооружениями. — Ташкент: Наука, 1966. — 327 с.
- Длина крепления нижнего бьефа, размыв при отсутствии гасителей энергии и меры защиты // Труды Среднеазиатск. научно-исслед. ин-та ирригации, 1948, вып. 73. — С. 6
- О местном размыве за горизонтальным креплением и падающей струей // Гидротехническое строительство, 1954. — №.4. — С. 20-24
- Растекание и пульсация наклонной струи в созданной ею воронке размыва // Вопросы гидротехники, вып. 2. — Ташкент: Изд-во АН УзССР, 1961. — С. 4
- Противофильтрационные мероприятия // Водное хозяйство, Вып. 2., 1962. — С. 17-22
- (соавторы — Сурова Н. Н. и др.) Некоторые гидравлические параметры потока в сооружениях по сопряжению бьефов // сб. Гидравлика и гидротехника, вып. 6. — К., 1968. — с. 18-27.

## Награды
- Орден «Знак Почёта» (1946)
- Орден Ленина (1951)
- Большая серебряная медаль ВДНХ (1961).